# Centre (districte de València)
El Centre fou un antic districte i circumscripció electoral de la ciutat de València existent entre els anys 1887 i 1940. El districte ocupava part o la totalitat dels actuals barris de La Seu, El Carme, Velluters, El Mercat i Sant Francesc tots ells localitzats al districte de Ciutat Vella. El districte del centre, totalment intramurs, era també completament urbà i rebia el seu nom per ser el centre polític i geogràfic de la ciutat de València i del seu Regne.

## Geografia

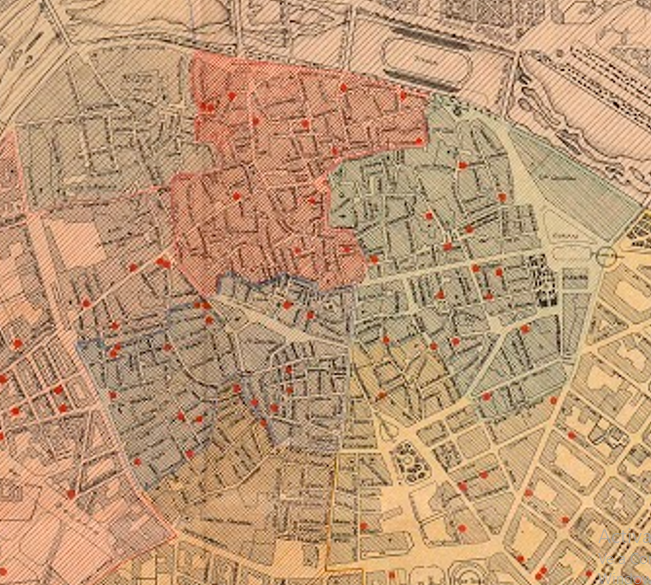
En blau, el districte del Centre

Geogràficament, el districte del Centre es trobava al bell mig de la ciutat de València, aleshores simple capital de la província de València. El districte del Centre ocupava la part central i sud-oest de l'antiga ciutat intramurs o l'actual districte de Ciutat Vella, aleshores dividit en fins a 7 districtes. En concret, ocupava part o la totalitat dels actuals barris d'el Mercat, Sant Francesc i Velluters.
El districte del Centre limitava amb els districtes de la Misericòrdia i l'Audiència al nord; els d'Universitat i el Teatre a l'est; el de l'Hospital al sud pel carrer de Maldonado i el de la Misericòrdia una altra vegada a l'oest pel carrer de Guillem de Castro.

### Nomenclàtor
A continuació es presenta un nomenclàtor del districte de l'any 1931. Cal assenyalar que s'hi esmenten carrers actualment desapareguts (representats amb el símbol †), amb altres noms, i amb noms castellanitzats i/o amb grafies corruptes. Molts dels carrers i places del seu nomenclàtor van desaparèixer amb la construcció del carrer de Maria Cristina a la dècada de 1920 i l'Avinguda del Baró de Càrcer a la dècada del 1940.
- C/. Abat
- C/. Adressadors
- C/. Angelicot
- C/. Anselmo Clavé[5]
- C/. Arolas
- C/. Asil d'Infants
- C/. Balmes
- C/. Belluga
- C/. Bisbessa
- C/. Blanes
- C/. Botja[6]
- Pl. Botja
- C/. Boatella
- C/. Cabalote (†)[7]
- C/. Caixers
- C/. Camarón
- C/. Canvis
- C/. Capelleria
- C/. Carda
- C/. Carnissers
- Pl. Cementeri de Sant Joan (†)[8]
- Pl. Cid[9]
- C/. Colomer
- Pl. Coll
- Pl. Companyia
- Pl. Comte de Casal (†)
- C/. Comunió de Sant Joan
- Pl. Comunió de Sant Joan
- C/. Conills (†)[10]
- C/. Cordellats
- C/. Cubells (†)
- C/. Danses
- Pl. Doctor Collado
- C/. Drets
- C/. Encarnació[11]
- Pl. Encarnació
- C/. En Colom
- C/. En Gall
- C/. En Joan de Vila-rasa[12]
- C/. En Pardo (†)[13]
- C/. En Plom
- C/. En Sendra
- C/. Ercilla
- C/. Escolano
- Pl. Escoles Pies
- C/. Estamenyeria vella
- C/. Exarchs
- C/. Falcons (†)[14]
- C/. Flassaders
- C/. Flor de Mayo (†)[15][16]
- C/. Fonts (†)
- C/. Garrigues
- C/. Gràcia[17]
- C/. Guerrero (†)
- Pl. Guerriller Romeu[18]
- C/. Guillem de Castro
- C/. Guillem Sorolla
- C/. Hedra
- C/. Hostal de Terol (†)[19]
- C/. Itàlica
- C/. Jofrens
- C/. Llanterna
- C/. Liñán
- Pl. Lope de Vega[20]
- C/. Llotja
- C/. Llotja de la Seda (†)
- C/. Madrina
- C/. Magdalenes (†)
- C/. Maldonado
- C/. Mallorquins
- C/. Manyans
- Pl. Mare de Déu de la Pau
- C/. Martín Mengod
- C/. Matalafers (†)[21]
- Pl. Mercé
- C/. Molí de na Rovella (†)
- Pl. Molí de na Rovella (†)
- C/. Monges Servites (†)[22]
- C/. Mola (†)[23]
- C/. Nou (†)
- C/. Numància
- C/. Palafox
- Passatge Monistrol (†)[24]
- Passatge Sant Joan (†)
- C/. Patis de Frígola
- Pl. Pellissers (†)[25]
- Pl. Pertusa (†)
- C/. Pescateria
- C/. Peu de la Creu
- C/. Pintor Domingo
- C/. Poeta Llombart
- C/. Pòpul
- Pl. Porxets
- C/. Puríssima
- C/. Ramellets
- C/. Recared
- C/. Reixes
- C/. Repés
- C/. Ribalta
- C/. Roses (†)
- C/. Rumbau
- C/. Sabateria dels xiquets
- C/. Saluders (†)
- C/. Sampedor
- C/. Sant Ferran
- C/. Sant Gil[26]
- Pl. Sant Gil (†)
- Pl. Santa Caterina
- C/. Santa Teresa
- C/. Sedassers
- C/. Sénia
- C/. Torn
- Travessia de Tundidors[27]
- C/. Trench
- C/. Triador
- Pl. Triador[28]
- C/. Valeriola
- C/. Vell de la palla
- C/. Viana
- C/. Villena

## Història

La llotja a finals del segle XIX

El districte del Centre fou creat l'any 1887 per la nova administració municipal de la restauració borbònica, davant la necessitat d'aquesta d'un sistema de circumscripcions electorals i censals per a un funcionament més eficient del municipi. Cal dir, també, que aquesta divisió administrativa fou igualment emprada per l'ajuntament republicà. Aquest fou el primer sistema modern de divisió de València, inicialment dividida en parròquies des dels temps de la conquesta fins als decrets de nova planta i deprés breument pels quatre quarters coincidents amb els districtes judicials. El nom del districte deriva del fet de ser el "centre" geogràfic i administratiu de la ciutat de València d'aleshores.
El districte del Centre fou circumscripció electoral per a totes les eleccions municipals des de la seua creació fins les eleccions municipals de 1931, les darreres celebrades durant l'existència del districte. Després de la guerra civil espanyola, el nous ajuntament franquista va decidir reformar el sistema de districtes responent al creixement que havia patit la ciutat en els anys anteriors. Així, el 1940, després de més de cinquanta anys d'existència, desaparegué el districte del Centre i en el seu lloc aparegueren els districtes del Patriarca (la major part del districte del Centre es trobava en aquest) i la Catedral.

## Demografia[30]
| Gràfica d'evolució de Centre entre 1887 i 1939 |
|                                                |

## Circumscripció electoral
La següent taula presenta un resum dels regidors elegits al districte durant les eleccions municipals al tems que va existir el districte.
| Candidatura           | Candidatura | 1901 | 1903 | 1905 | 1909 I | 1909 II | 1911 | 1913 | 1915 | 1917 | 1920 | 1922 | 1931 |
|                       | FR/PURA     | 1    | 3    | 1    | 2      | 1       | 2    | 1    | 2    | 1    | -    | 1    | 2    |
|                       | PL          | -    |      |      | 1      |         |      |      |      |      | n/a  | 0    | -    |
|                       | PC          | -    | 1    |      | 0      |         |      |      | 1    | 0    | n/a  | -    | -    |
|                       | CT          | -    |      |      |        |         | 1    | 1    |      | 1    | n/a  | 1    | -    |
|                       | DRV         | -    | -    | -    | -      | -       | -    | -    | -    | -    | -    | -    | 2    |
|                       | Ind.        | 1    | 0    | 1    | 0      | 1       | 0    |      | 0    | 0    | n/a  | -    | 1    |
| Regidors              | Regidors    | 2    | 4    | 2    | 3      | 2       | 3    | 2    | 3    | 2    | n/a  | 2    | 4    |
| Fonts: Las Provincias |             |      |      |      |        |         |      |      |      |      |      |      |      |